# Ignacio Bernal
Ignacio Bernal y García Pimentel (Parigi, 13 febbraio 1910 – Città del Messico, 24 gennaio 1992) è stato un antropologo, archeologo e storico messicano.

## Biografia
Ignacio Bernal, nato a Parigi, Francia, nel 1910, ha dato contributi significativi allo studio delle civiltà mesoamericane
, in particolare a Teotihuacán e Dainzú. Bernal è stato invitato a tenere conferenze e a insegnare in varie istituzioni prestigiose in Europa, tra cui Roma e Parigi, dove il suo lavoro ha suscitato grande interesse. Le sue ricerche su culture come quella zapoteca, mixteca e, soprattutto, sulla misteriosa città di Teotihuacán, hanno affascinato il pubblico accademico internazionale.

## Teotihuacán
Bernal ha giocato un ruolo importante nello studio e nella conservazione di questo sito archeologico, una delle città più grandi e avanzate del Mesoamerica antico. Teotihuacán, situata vicino a Città del Messico, è famosa per le sue maestose piramidi e la sua influenza culturale su tutta la regione. Bernal ha contribuito alla comprensione della struttura sociale, religiosa e architettonica di questa civiltà, che rimane una delle più enigmatiche e affascinanti della storia precolombiana.

## Dainzú
Bernal ha condotto importanti scavi nel sito archeologico di Dainzú, situato nella Valle di Oaxaca, un sito meno conosciuto rispetto a Monte Albán, ma di grande importanza per la cultura zapoteca. A Dainzú sono stati scoperti bassorilievi che rappresentano figure umane in posizione da combattimento, probabilmente guerrieri o atleti, e Bernal ha contribuito all'interpretazione di queste rappresentazioni e al loro significato culturale.
Ignacio Bernal ha svolto un lavoro cruciale nello studio delle antiche civiltà messicane, con un focus su questi e molti altri siti, e ha lasciato un'eredità duratura nel campo dell'antropologia e dell'archeologia.

## Carriera
Bernal ha diretto l'Istituto Nazionale di Antropologia e Storia (INAH) e ha contribuito alla preservazione e alla valorizzazione del patrimonio culturale messicano. È stato anche direttore del Museo Nazionale di Antropologia di Città del Messico, uno dei musei più importanti al mondo per quanto riguarda le culture mesoamericane.

## Opere principali
Alcune delle sue opere più note includono "The Mexicans: Ancient and Modern" e "A History of Mexican Archaeology", testi che hanno aiutato a diffondere la conoscenza della storia indigena del Messico. Grazie alla sua attività, Bernal ha giocato un ruolo cruciale nel portare alla luce e nel preservare le ricchezze storiche del suo Paese, contribuendo alla comprensione globale delle antiche civiltà del Messico.
- La cerámica preclásica de Monte Albán (1946)
- La cerámica de Monte Albán IIIa (1949)
- Introducción a la Arqueología (1952)
- Exploraciones en Cuilapan de Guerrero (1958)
- Tenochtitlán en una isla (1959)
- Ancient Mexico in Colour (1968)
- Cien Obras Maestras del Museo Nacional de Antropología e Historia (1969)
- Arte precolombino de la América Central (1971)
- Historia de la Arqueología en México (1979).